# Вільям Фіц-Осберн
Вільям Фіц-Осберн (англ. William FitzOsbern; близько 1020—22 лютого 1071) — один із найближчих соратників Вільгельма Завойовника, активний учасник нормандського завоювання Англії та граф Герефорд (з 1067).

## Походження
Вільям був сином нормандського лицаря Осберна, сенешаля та двоюрідного брата Роберта II, герцога Нормандії. Коли після смерті Роберта герцогом став його малолітній син Вільгельм, одним з його опікунів став сенешаль Осберн. 1040 року Осберн був вбитий при захисті юного герцога від змовників. Місце батька при герцогському дворі зайняв його син Гійом (за англійською вимовою — Вільям), який успадкував від своєї матері сеньйорії Пасі та Бретейль.

## Участь у нормандському завоюванні Англії
Сенешаль Вільям був одним з перших та найактивніших прихильників організації нормандського вторгнення в Англію. За легендою, саме він переконав нормандських баронів, які сумнівались, в реальності та вигідності цього наміру. Фіц-Осберн був одним із провідників армії герцога Вільгельма, що висадилась наприкінці вересня 1066 року на англійському узбережжі. Він брав участь у битві при Гастінгсі і скоро після того, як Вільгельм був коронований королем Англії, отримав у володіння острів Вайт та титул графа Герефорда, ставши, таким чином, одним з перших представників англійської титулованої знаті.
Коли навесні 1067 року король Вільгельм І відправився до Нормандії, Вільяму Фіц-Осберну разом із Одо, єпископом Байо, було доручено правити Англією. Головним завданням Фіц-Осберна стала організація оборони східних регіонів країни для того, щоб не допустити данського вторгнення. Саме у Данії знайшли притулок багато англосаксонських аристократів, а сам данський король Свен II Естрідсен зберігав претензії на англійський престол. Резиденцією Фіц-Осберна став Норидж. Данський флот прибув, але лише восени 1069 року, і, завдяки системі оборони, яка була організована Вільямом, не зміг висадитись у Східній Англії. У подальшому Вільям Фіц-Осберн залишався близьким соратником Вільгельма Завойовника, регулярно брав участь у засіданнях Великої королівської ради та нормандських походах на північ.

## Граф Герефорд

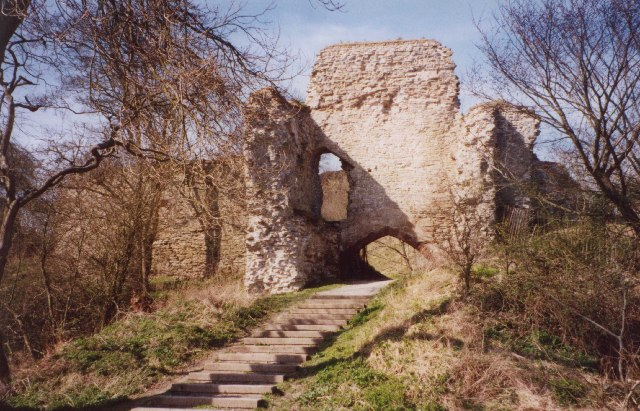
Руїни замка Вігмор, збудованого Вільямом Фіц-Осберном

Як граф Герефорда Вільям Фіц-Осберн спорудив нову систему оборони вже у Західній Англії. Уздовж валлійського кордону він збудував цілий ряд замків: Монмут, Карісбрук, Чепстоу і Вігмор, що закрили шляхи з Південного Уельсу до Англії. Більш того, графу вдалось встановити англійську владу у Ґвенті, одному з кельтських королівств південно-східного Уельсу.

## Експедиція до Фландрії
Авторитет та вплив Фіц-Осберна яскраво проявились 1070 року, коли Балдуїн VI, граф Фландрії, перед смертю призначив Вільяма опікуном свого малолітнього спадкоємця. Другим опікуном став Філіпп I, король Франції. Але, незабаром після смерті Балдуїна VI у Фландрії спалахнуло повстання проти правління вдови померлого графа Рихільди Геннегауської. На чолі повсталих став брат померлого Балдуїна Роберт Фриз. Рехільда звернулась за допомогою до Вільяма Фіц-Осберна й запропонувала йому свою руку та серце. Наприкінці 1070 року Вільям з невеликою армією висадився у Фландрії, але 22 лютого 1071 англо-нормандські війська були розбиті у битві при Касселі, а сам граф Герефорд загинув. Невдача фландрської експедиції Вільяма Фіц-Осберна різко ускладнила англо-фламандські відносини. Роберт Фриз, що закріпився у графському званні за допомогою французького короля, став одним з головних противників Вільгельма Завойовника й неодноразово виявляв підтримку і надавав притулок англосаксонським вигнанцям.

## Одруження та діти
Вільям був одружений з Аделаїзою де Тосні, від якої мав, принаймні, двох синів та дочку:
- старший, Гійом де Бретейль, успадкував нормандські володіння свого батька
- молодший, Роджер де Бретейль, 2-й граф Герефорд успадкував землі в Англії.
- Емма, дружина Ральфа ІІ, графа Східної Англії з 1075 року.
- Можливо він також мав незаконнонародженого сина Рауля.